# Флавицький Костянтин Дмитрович
Флавицький Костянтин Дмитрович (13 [25] вересня 1830, Москва — 3 [15] вересня 1866, Санкт-Петербург) — російський історичний живописець, вільний общник і професор Імператорської Академії мистецтв.

## Життєпис
Мистецьку освіту здобув в Імператорській академії мистецтв. Був учнем професора Федора Бруні.
Отримавши від Академії срібні медалі за малюнки й етюди з натури, був в 1854 нагороджений малою золотою медаллю за написану за конкурсом картину «Суд Соломона». Через рік після того закінчив академічний курс зі званням художника з правом на чин XIV класу і з великою золотою медаллю, присудженою йому за виконання програми «Діти Якова продають свого брата, Йосипа». Відправився в Італію в якості пенсіонера Академії.
Повернувся в Росію в 1862 році. У наступному році був визнаний почесним вільним академіком за виконану в Римі величну картину «Християнські мученики в Колізеї». На академічній виставці 1864 знаходилася картина Флавицького «Смерть княжни Тараканової», що сприяла наданню йому звання професора і звернула на нього увагу знавців мистецтва і публіки як на першокласного художника.
Але талановитому живописцю не судилося ознаменувати свою діяльність іншими чудовими творами. Уже в той час, коли він працював над полотном «Княжна Тараканова», його здоров'я було сильно підірвано туберкульозом, що його художник підхопив в Італії і який розвинувся в петербурзькому кліматі. Сподіваючись знайти порятунок від хвороби на півдні Європи, але помирає, перш ніж вирушити туди. 
Похований на Смоленському православному кладовищі. В 1936 році поховання було перенесено до Тихвинського кладовища в Олександро-Невській лаврі, встановлено новий пам'ятник.

## Галерея

Приклади робіт К. Д. Флавицького
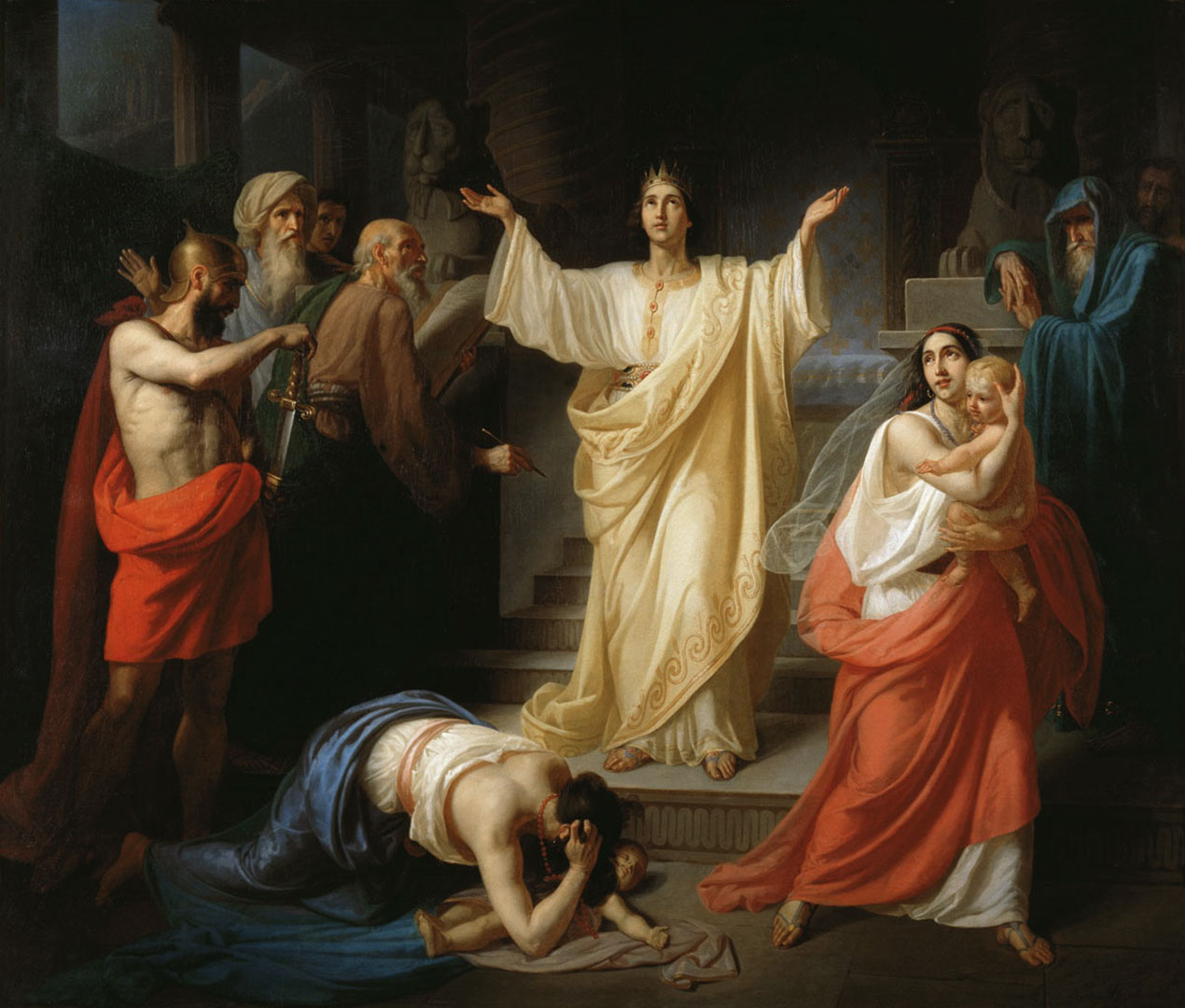
Суд Соломона
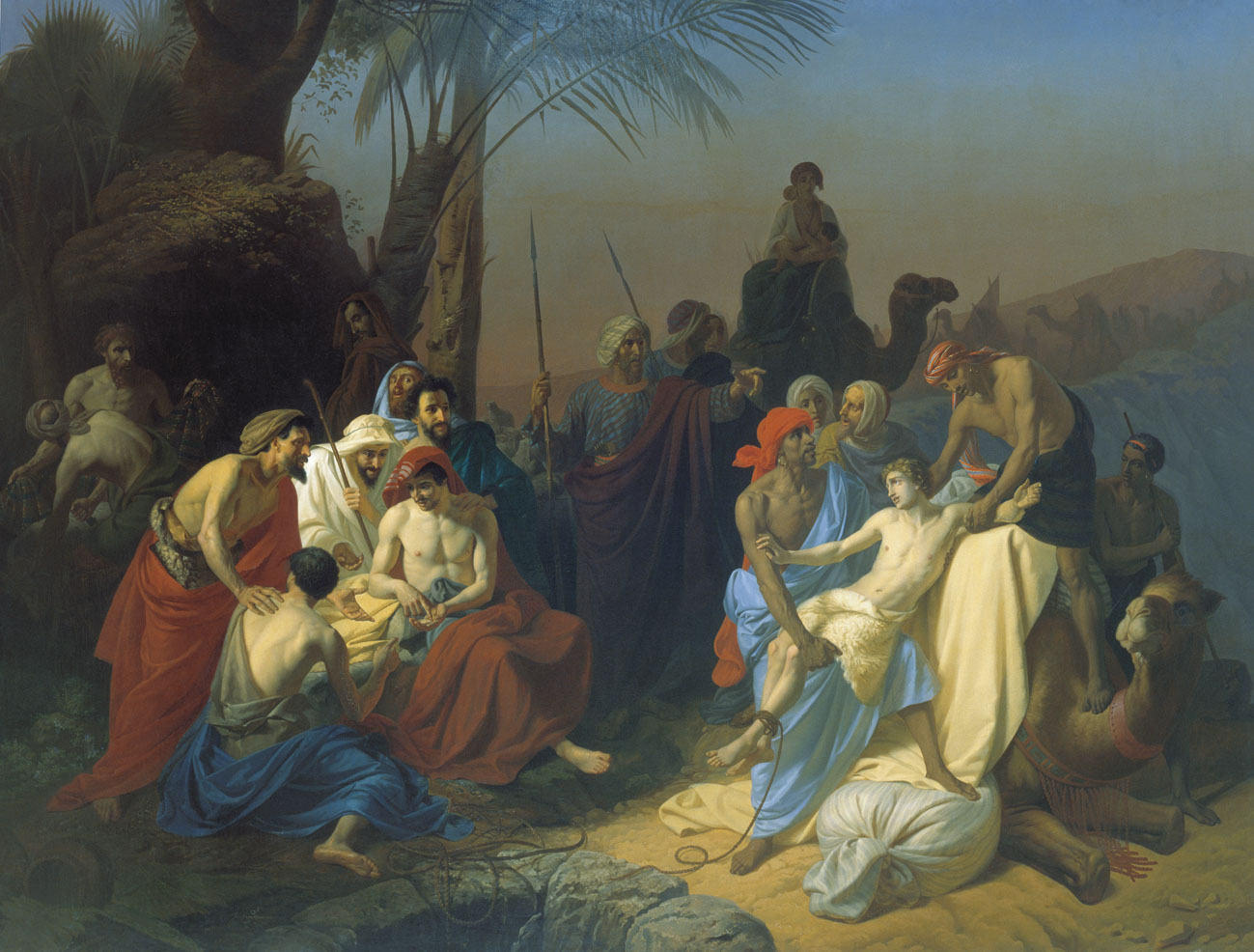
Діти Іакова продають свого брата Іосифа
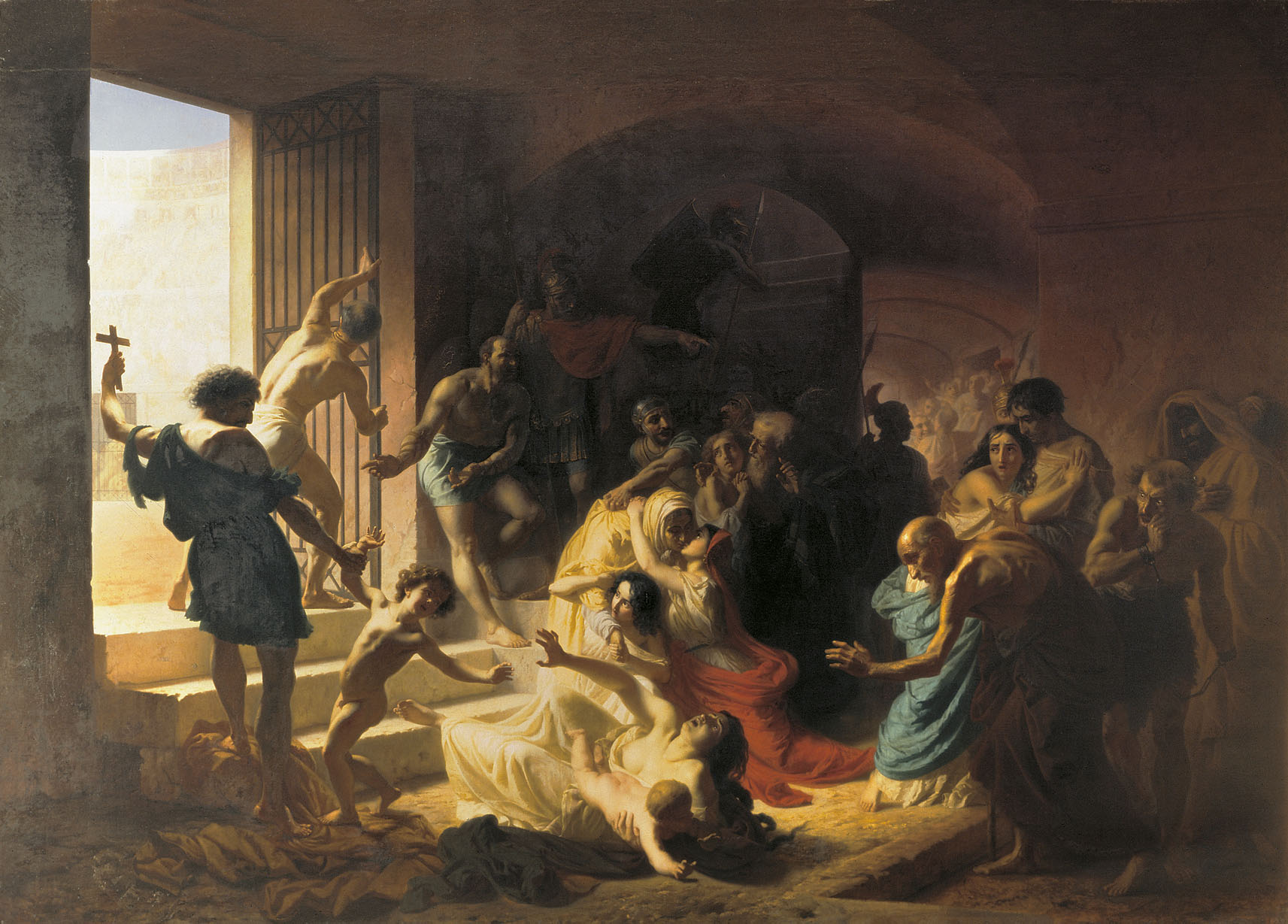
Християнські мученики в Колізеї
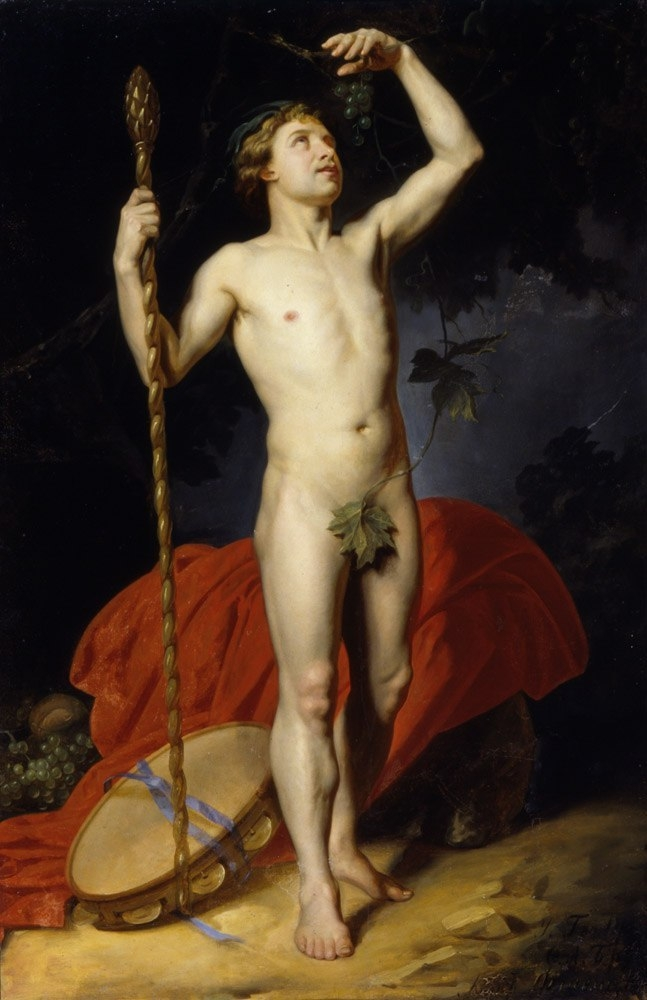
Вакх
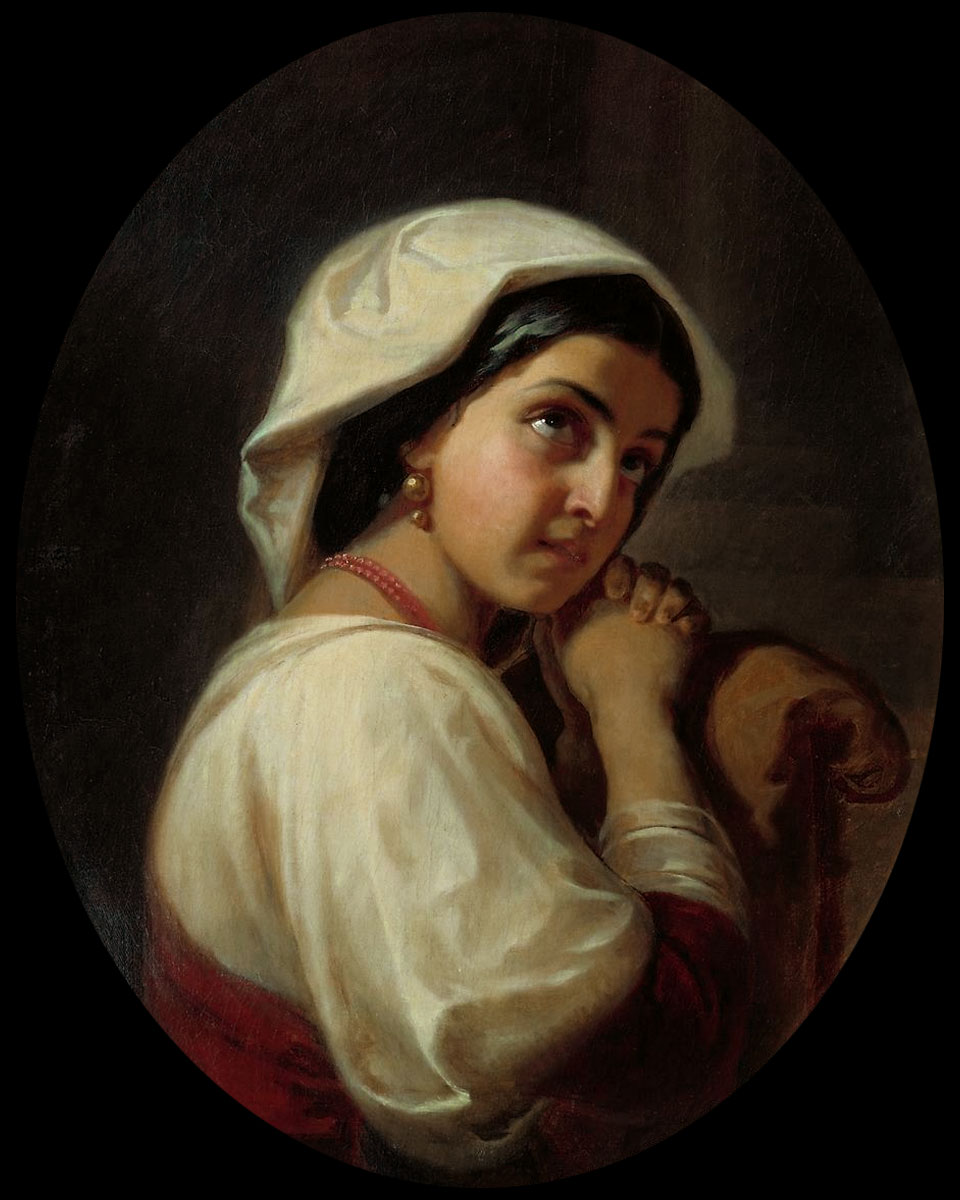
Італійка
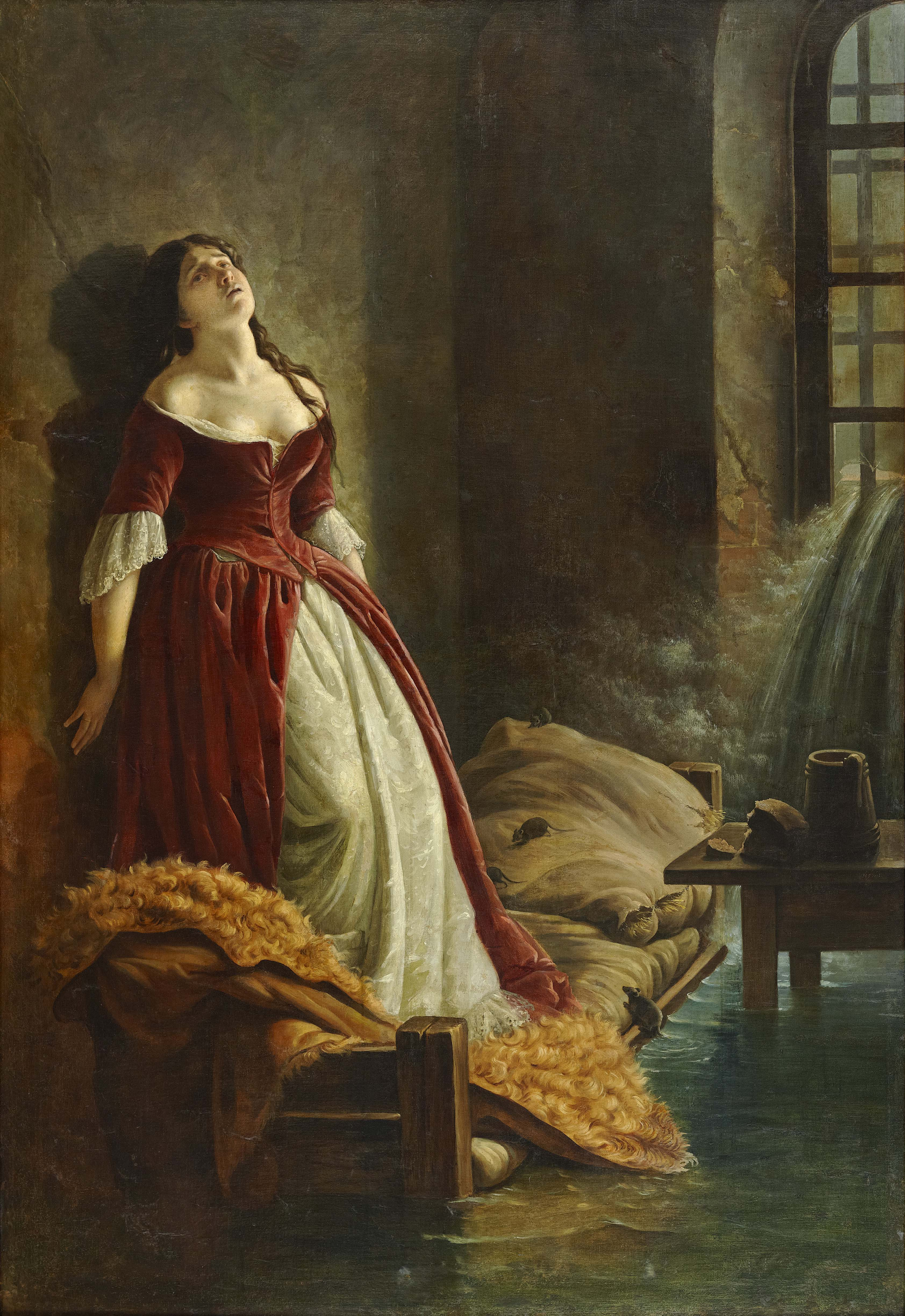
Смерть княжни Тараканової